# Mercedes-Benz M260
La sigla M260 identifica un motore a scoppio prodotto a partire dal 2018 dalla Casa automobilistica tedesca Mercedes-Benz.

## Caratteristiche
Realizzato prendendo come base di partenza il 2 litri della famiglia M270 che andrà a sostituire, il motore M260 entra a far parte di una più vasta famiglia di motori modulari, che condividono molti componenti in comune e che sono caratterizzati dalla medesima cilindrata unitaria, pari a circa 500 cm3 per ogni cilindro, un po' sulla falsariga dei motori modulari realizzati dalla BMW pochi anni prima. La struttura di base è quindi quella del motore M270, della quale vengono riprese le misure caratteristiche, con alesaggio e corsa rispettivamente pari a 83 x 92 mm, per una cilindrata complessiva di 1991 cm3. Analogo anche l'impiego della lega di alluminio per monoblocco e testata, così come anche il fatto che sia il motore M270, sia il motore M260 sono stati progettati per essere montati trasversalmente, ed anche il motore M260, come il suo predecessore, ha un'analoga variante predisposta appositamente per il montaggio in senso longitudinale, e nota con la sigla M264. Vengono mantenute inoltre le stesse soluzioni riguardanti la distribuzione bialbero in testa a 4 valvole per cilindro, l'alimentazione ad iniezione diretta e la sovralimentazione mediante turbocompressore. Una delle differenze più significative rispetto al motore M270 sta nel monoblocco, dove la parte inferiore delle canne cilindri è leggermente più larga per ridurre gli attriti. Altre differenze sostanziali fra i due motori stanno nell'utilizzo di un turbocompressore twin-scroll, nell'ottimizzazione delle doti di erogazione e di combustione della miscela aria/benzina e nella presenza di un filtro antiparticolato, soluzione necessaria anche nei motori ad iniezione diretta di benzina poiché anch'essi generano un cospicuo quantitativo di polveri sottili.
Prodotto nello stabilimento MDC Power di Kölleda, il motore M260 eroga al suo esordio una potenza massima di 224 CV a 5500 giri/min, con una coppia massima di 350 Nm ad un regime compreso fra i 1800 ed i 4000 giri/min. Tale motore ha debuttato sotto il cofano della Mercedes-Benz A 250 W177, prodotta a partire dal mese di aprile 2018. In seguito sarebbe stato montato anche su altri modelli, persino in una configurazione firmata AMG, con potenza di 306 CV. Quest'ultima, fra l'altro, disponeva di un turbocompressore twin-scroll in luogo del "monoscroll" delle altre varianti.
Queste le applicazioni relative al motore M260:
| Motore Mercedes-Benz M260 |                          |                |                |                                   |                    |
| Variante                  | Rapporto di compressione | Potenza CV/rpm | Coppia Nm/rpm  | Applicazioni                      | Anni di produzione |
| 1.                        | 10,5                     | 190/5500       | 300/ 1800-4000 | Mercedes-Benz A 220 W177          | dal 07/2018        |
| 1.                        | 10,5                     | 190/5500       | 300/ 1800-4000 | Mercedes-Benz A 220 Berlina V177  | dal 06/2019        |
| 1.                        | 10,5                     | 190/5500       | 300/ 1800-4000 | Mercedes-Benz B 220 4MATIC W247   | 01/2019-10/2020    |
| 1.                        | 10,5                     | 190/5500       | 300/ 1800-4000 | Mercedes-Benz CLA 220 C118        | 02/2019-10/2020    |
| 2.                        | 10,5                     | 224/5500       | 350 /1800-4000 | Mercedes-Benz A 250 W177          | dal 04/2018        |
| 2.                        | 10,5                     | 224/5500       | 350 /1800-4000 | Mercedes-Benz A 250 Berlina V177  | dall'11/2018       |
| 2.                        | 10,5                     | 224/5500       | 350 /1800-4000 | Mercedes-Benz B 250 W247          | dal 01/2019        |
| 2.                        | 10,5                     | 224/5500       | 350 /1800-4000 | Mercedes-Benz CLA 250 C118        | dal 02/2019        |
| 2.                        | 10,5                     | 224/5500       | 350 /1800-4000 | Mercedes-Benz GLA 250 H247        | dal 02/2020        |
| 2.                        | 10,5                     | 224/5500       | 350 /1800-4000 | Mercedes-Benz GLB 250 X247        | dall'11/2019       |
| 3.                        | 10                       | 306/ 5800-6100 | 400/ 3000-4000 | Mercedes-AMG A35 W177             | dal 01/2019        |
| 3.                        | 10                       | 306/ 5800-6100 | 400/ 3000-4000 | Mercedes-AMG A35 AMG Berlina V177 | dal 06/2019        |
| 3.                        | 10                       | 306/ 5800-6100 | 400/ 3000-4000 | Mercedes-AMG CLA 35 C118          | dal 04/2019        |
| 3.                        | 10                       | 306/ 5800-6100 | 400/ 3000-4000 | Mercedes-AMG GLA 35 H247          | dal 06/2020        |
| 3.                        | 10                       | 306/ 5800-6100 | 400/ 3000-4000 | Mercedes-AMG GLB 35 X247          | dal 12/2019        |